# Conclave de 1362
Le conclave de 1362 est convoqué à la mort du pape Innocent VI afin de lui désigner un successeur. Il s'est tenu du 22 au 28 septembre 1362 au Palais des papes d'Avignon. Il a vu l'élection du pape Urbain V, alors simple prêtre, alors que le Sacré-Collège était en proie à plusieurs querelles internes.

## Le déroulement du conclave
Neuf jours après la mort d'Innocent VI, survenue le 13 septembre 1362, 20 des 21 cardinaux qui composaient alors le Collège des cardinaux entrent en conclave. À l'issue du premier tour, Hugues Roger, cardinal-prêtre de San Lorenzo in Damaso, est élu avec 15 voix en sa faveur. Mais ce dernier, frère du pape Clément VI, décline le poste, contrairement à une certaine pratique de l'époque qui voulait que le cardinal élu refuse son élection pour finir par l'accepter peu de temps après.
Au second tour, un nouveau cardinal émerge en tant que papabile. Raymond de Canillac obtient 11 voix, ce qui représente la majorité simple des voix, mais est insuffisant pour qu'il soit élu. En effet, en 1179 Alexandre III avait publié une bulle imposant une majorité des deux-tiers des voix du Collège pour l’élection du pape.
Il devint évident qu'aucun des cardinaux présent au Sacré-Collège ne pourrait rassembler, sur son nom, la majorité requise. Aussi, les cardinaux commencèrent à chercher des candidats potentiels en dehors du Collège. Les désaccords entre cardinaux se poursuivirent jusqu'au 28 septembre, date à laquelle les cardinaux tombent d'accord sur le nom de Guillaume de Grimoard, le légat apostolique auprès du royaume de Naples et abbé de Saint-Victor de Marseille, qui résidait à l'époque à Florence. Redoutant que les Italiens, désireux de voir le siège de la papauté revenir à Rome, n'essayent de le faire prisonnier, les cardinaux français lui envoyèrent un message lui indiquant qu'ils désiraient s'entretenir avec lui à Avignon, plutôt que de l'informer de son élection.
Grimoard mit cinq semaines pour rejoindre Avignon, où il fut couronné de la tiare pontificale et prit le nom d'Urbain V.

## Les cardinaux présents au conclave
Vingt des 21 cardinaux vivants à l'ouverture du conclave y prirent part. Parmi les membres du Collège, 11 ou 12 cardinaux étaient originaires du Limousin, et un grand nombre avaient des liens de parenté avec les précédents papes. Ainsi on pouvait dénombrer trois cardinaux-neveux d'Innocent VI, et six de Clément VI. Les cardinaux étaient :
| Nom                              | Date d'élévation au cardinalat | Fonction                                                               |
| -------------------------------- | ------------------------------ | ---------------------------------------------------------------------- |
| Hélie de Talleyrand-Périgord     | 25 mai 1331                    | cardinal-évêque d'Albano et doyen du Collège des cardinaux             |
| Guy de Boulogne                  | 20 septembre 1342              | cardinal-évêque de Porto e Santa Rufina                                |
| Niccolò Capocci                  | 17 décembre 1350)              | cardinal-évêque de Frascati                                            |
| Andouin Aubert                   | 15 février 1353                | cardinal-évêque d'Ostia e Velletri                                     |
| Raymond de Canillac, C.R.S.A.    | 17 décembre 1350               | cardinal-évêque de Palestrina                                          |
| Hugues Roger, O.S.B.             | 20 septembre 1342              | cardinal-prêtre de S. Lorenzo in Damaso', camerlingue du Sacré Collège |
| Guillaume d'Aigrefeuille, O.S.B. | 17 décembre 1350               | cardinal-prêtre de S. Maria in Trastevere                              |
| Élias de Saint-Yrieix, O.S.B.    | 23 décembre 1356               | cardinal-prêtre de S. Stefano al Monte Celio                           |
| Pierre de Monteruc               | 23 décembre 1356               | cardinal-prêtre de S. Anastasia                                        |
| Pierre Itier                     | 17 septembre 1361              | cardinal-prêtre de SS. IV Coronati                                     |
| Jean de Blauzac                  | 17 septembre 1361              | cardinal-prêtre de S. Marco                                            |
| Gilles Aycelin de Montaigut      | 17 septembre 1361              | cardinal-prêtre de SS. Silvestro e Martino                             |
| Androin de la Roche              | 17 septembre 1361              | cardinal-prêtre de S. Marcello                                         |
| Guillaume de la Jugie            | 20 septembre 1342              | cardinal-diacre de S. Maria in Cosmedin                                |
| Nicolas de Besse                 | 19 mai 1344                    | cardinal-diacre de S. Maria in Via Lata                                |
| Pierre Roger de Beaufort         | 29 mai 1348                    | cardinal-diacre de S. Maria Nuova                                      |
| Rinaldo Orsini                   | 17 décembre 1350               | cardinal-diacre de S. Adriano                                          |
| Étienne Aubert le Jeune          | 17 septembre 1361              | cardinal-diacre de S. Maria in Aquiro                                  |
| Guillaume Bragosse               | 17 septembre 1361              | cardinal-diacre de S. Giorgio in Velabro                               |
| Hugues de Saint-Martial          | 17 septembre 1361              | cardinal-diacre de S. Maria in Portico                                 |

Seul Gil Álvarez Carrillo de Albornoz créé cardinal-évêque de Sabina le 17 décembre 1350, et vicaire général des États pontificaux, était absent du conclave.